# Форт Виняры

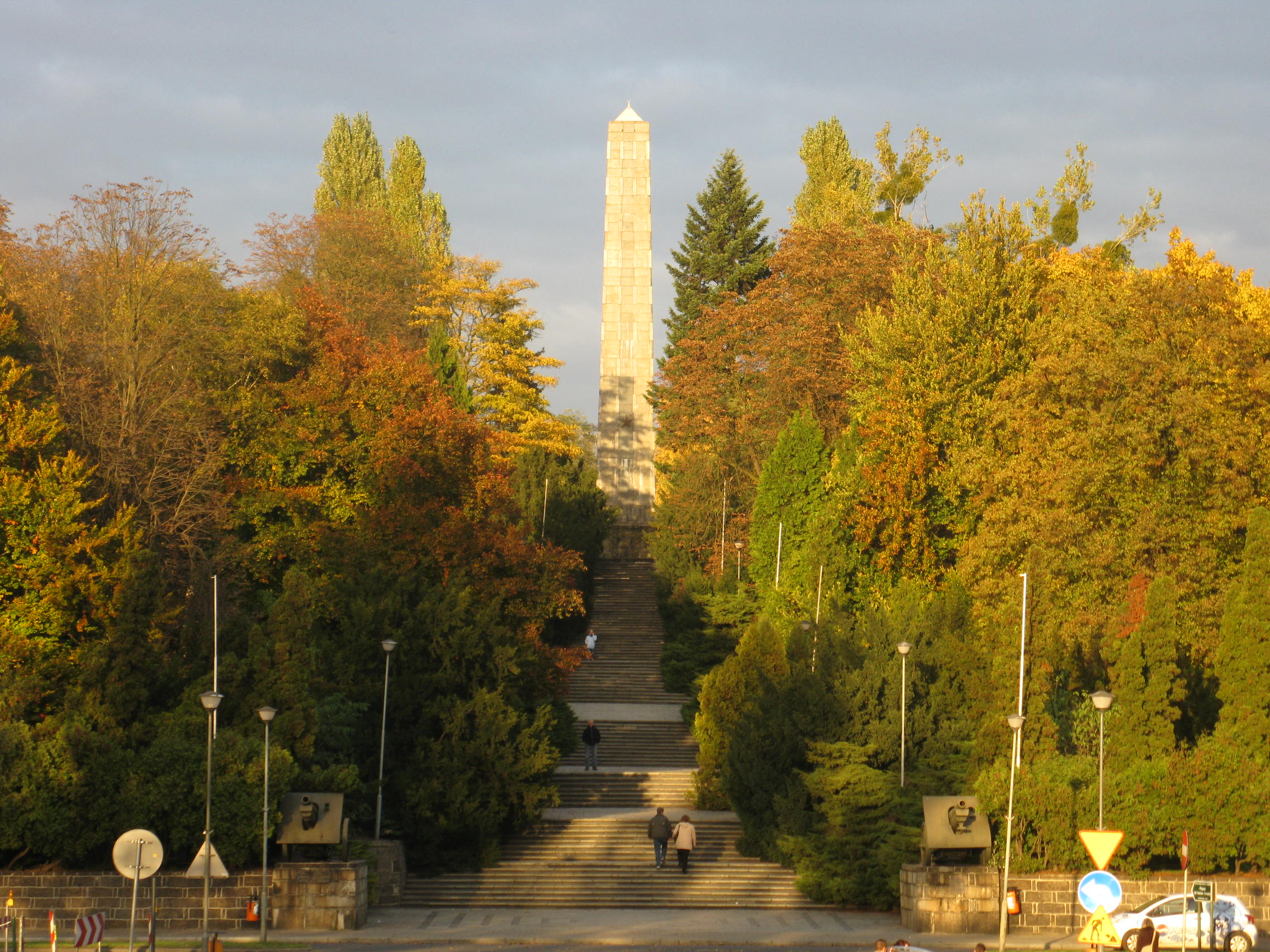
Памятник героям Красной Армии

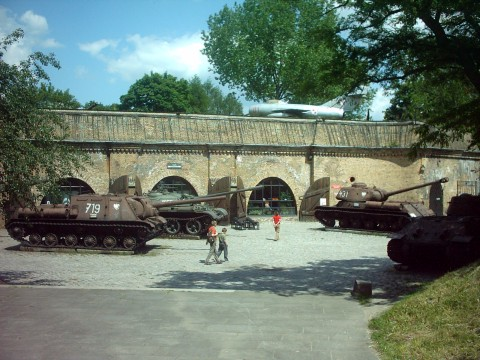
Музей вооружения

Форт Виняры, или парк Цитадель (пол. Fort Winiary, Park Cytadela) — исторический памятник, городской парк, центральный форт Познанской крепости, находящийся в городе Познань, Польша. Форт располагается на возвышенности Виняры, от которой он получил своё название. В середине XIX века считался одним из крупнейших артиллерийских фортов в Европе. Центральный вход в Форт Виняры находится возле памятника героям, посвящённого советским военнослужащим, погибшим в 1945 году в сражениях за Познань. На территории Форта Виняры располагается кладбище, на котором похоронены 5829 погибших советских воинов, различные памятники и скульптурные композиции.

## История
Первоначальные работы по сооружению укреплённого форта начались 23 июня 1838 года. Дальнейшее строительство спроектировал прусский инженер и генерал от инфантерии Леопольд фон Брезе-Виняры, который 21 февраля 1829 года одобрил начавшиеся до него работы. В мае и июне 1830 года были перенесены на север от строительства две деревни. До 1839 года был завершён контрфорс форта, а в 1842 году завершением контрэскарпа завершилось строительство Форта Виняры.
Последующая модернизация форта проводилась в 1838 году, когда в форте были сооружены два пороховых склада (нем. Kriegs-Pulver-Magazin). С 1862 по 1889 год бастионная система укреплений форта на позициях II и III пушками калибром 21 мм. В начале XX века в форте была построена здание радиостанции и три радиопередающие мачты. В это же время был сооружён бетонный бункер.
Форт Виняры был последним очагом сопротивления немецких войск при взятии советскими войсками Познани. Форт был взят Красной Армией 23 февраля 1945 года. Во время штурма форта значительно пострадали казармы, остальные сооружения получили незначительные повреждения.
21 июля 1946 года на территории Форта Виняры был публично казнён через повешение гауляйтер Вартеланда Артур Грейзер.
В последующие послевоенные годы в форте проводились постепенные восстановительные работы. С 1963 по 1970 год форт очищался от руин и был переоборудован в Парк-памятник военного братства и польско-советской дружбы. Во время строительства парка почти полностью были разрушены фортификационные сооружения форта. Кирпич разрушенных зданий и сооружений форта использовался при восстановлении Варшавы и Познани.

## В настоящее время
Сегодня Форт Виняры представляет собой самый большой городской парк и называется парк Цитадель (Park Cytadela). В 2008 году парк Цитадель объявлен историческим памятником. На территории Форта Виняры располагаются многочисленные скульптуры, памятники, кладбища, два музея вооружения и Армии Познань, являющиеся филиалами Великопольского Музея борьбы за независимость.

### План парка
Из центра Познани с улицы Независимости (бывшая Сталинградская) на территорию парка Цитадель ведёт вверх широкая лестница, на вершине которой располагается Памятник героям Красной Армии.
Каждая из трёх аллей парка имеет своё название:
- Аллея военного братства — в честь польско-советского боевого сотрудничества во время Второй мировой войны;
- Аллея цитадельцев — в честь жителей Познани, помогавших Красной Армии взять Форт Виняры;
- Аллея Республик — в честь советских Республик.

### Кладбища
На территории Форта Виняры располагаются следующие кладбища:
- приходское кладбище церкви святого Войцеха;
- гарнизонное кладбище;
- кладбище советских воинов (5829 захоронений);
- британское кладбище;
- кладбище польских героев и остаток старого гарнизонного кладбища;

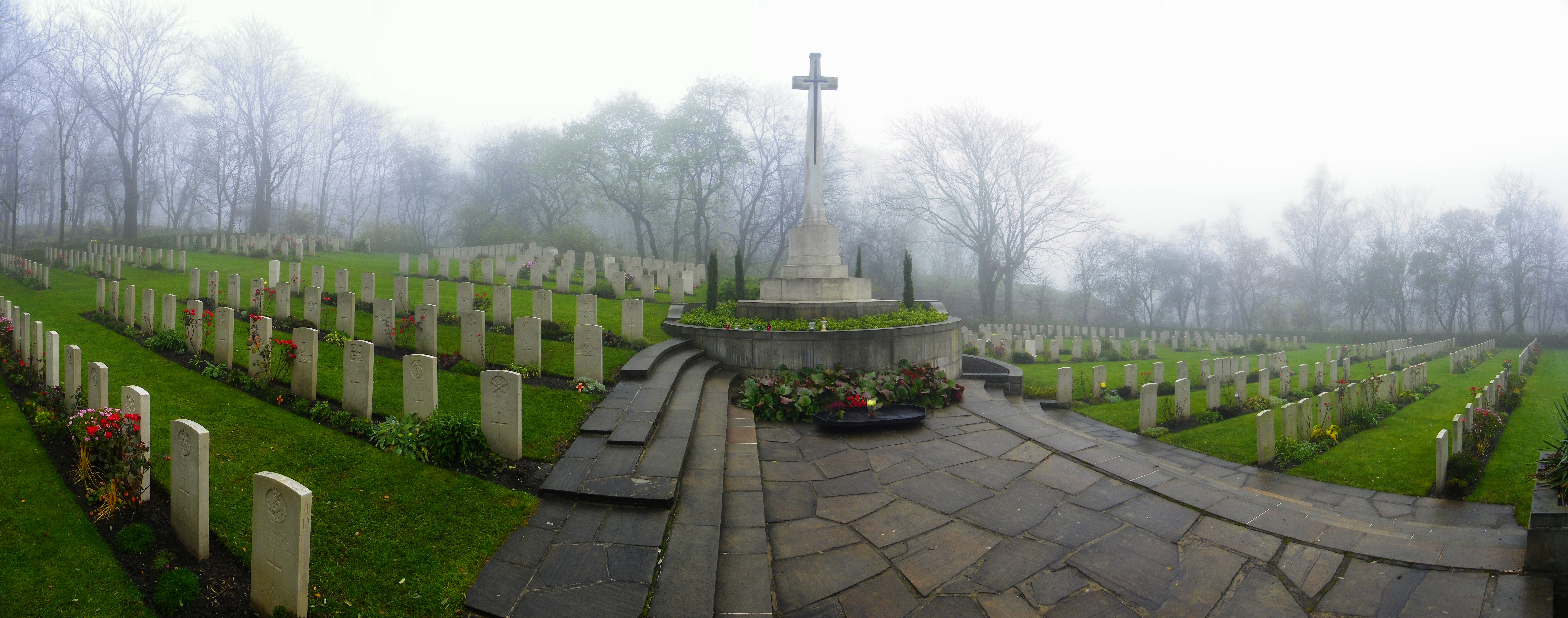
Британское кладбище

- кладбище немецких военнослужащих;
- православное кладбище.

### Другое
- С 1998 года на территории Форта Виняры в Страстную Пятницу проводится театральное представление католических Страстей Христовых;
- С 80-е годов XX столетия ежегодно в первые выходные после 23 апреля здесь проводятся Дни улана;
- В 2009 году здесь прошёл концерт британской группы Radiohead.

## Источник
- Jacek Biesiadka, Andrzej Gawlak, Szymon Kucharski, Mariusz Wojciechowski: Twierdza Poznań. O fortyfikacjach miasta Poznania w XIX i XX wieku, Poznań 2006, Wydawnictwo Rawelin, ISBN 83-915340-2-2